# Ribnica (miasto)
Ribnica – miasto w Słowenii, siedziba gminy Ribnica. W 2018 roku liczba ludności miasta wynosiła 3564 mieszkańców.

## Historia
Jedno z najstarszych miast Słowenii - pierwsza wzmianka o mieście Rewenicz pochodzi z 1220 roku. W średniowieczu ważne ośrodek feudalny podlegający władzy hrabiów Cejle. Zniszczone w XV wieku przez wojska tureckie.

## Zabytki
- Pozostałości zamku zbudowanego w XI wieku i przebudowanego w stylu renesansowym.
- Kościół pw św. Stefana zbudowany w 1868 roku.
- budynek (słoweń. Štekličkova Hiša) XIX-wiecznej szkoły w której przez dwa lata pracował słoweński poeta France Prešeren, autor m.in. hymnu Słowenii.
- Dom Mikel (słoweń. Miklova Hiša), kremowo-biały budynek wybudowany w 1858 roku, mieszczacy galerię sztuki współczesnej.